# 錫爾島 (納米比亞)
錫爾島是納米比亞的島嶼，位於該國西南部的大西洋海域，屬於企鵝群島的一部分，長1.3公里、寬0.54公里，面積0.44平方公里，最高點海拔高度43米，島上無人居住。